# Prise de Palerme (535)
Pour les articles homonymes, voir Bataille de Palerme.
Guerre des Goths (535-553)
Batailles
- Palerme (535)
- Naples (536)
- Rome (537-538)
- Vérone (541)
- Faventia (542)
- Mucellium (542)
- Naples (542-543)
- Rome (546)
- Rome (549-550)
- Sena Gallica (551)
- Taginae (552)
- Vésuve (552)
- Volturno (554)

La prise de Palerme opposa les Byzantins et les Ostrogoths à Palerme en Sicile entre 535 durant la guerre des Goths.

## Préambule
En 535, l'empereur Justinien envoya Bélisaire en Italie faire la guerre à Théodat, roi des Ostrogoths.

## Prise de Palerme
Bélisaire débarqua en Sicile, qu'il prit sans rencontrer de résistance, sauf à Palerme, où la garnison refusa de se rendre.
Bélisaire, jugeant la ville imprenable du côté terrestre, fit entrer sa flotte dans le port, qui était hors de la ville et qui s'étendait jusqu'aux pieds des murailles.

Comme les mâts de ses navires s'élevaient au-dessus des murs, il fit guinder des chaloupes remplies d'archers.

La population, accablée par une grêle de flèches, fut épouvantée, et la ville se rendit aussitôt.

## Bilan
La prise de Palerme acheva la conquête de la Sicile par les Romains d'Orient.

## Sources
- Nouveau dictionnaire des sièges et batailles Tome 5
- (en) Procope de Césarée (trad. H.B. Dewing), The Gothic War, Harvard University Press, 1919 (lire en ligne)